# Yvor Winters
Yvor Winters (Chicago, 17 ottobre 1900 – Palo Alto, 26 gennaio 1945) è stato un poeta e critico letterario statunitense.

## Biografia

### Gioventù
Yvor Winters nacque nel 1900 a Chicago, nell'Illinois, e morì nel 1968 a Palo Alto, in California. Frequentò l'Università di Chicago e fu proprio durante gli studi universitari che gli fu diagnosticata una tubercolosi che lo obbligò a trasferirsi, per ricevere le cure appropriate, a Santa Fe nel Nuovo Messico. Le sue prime poesie le scriverà durante il ricovero in un sanatorio. Sono lavori con una forte componente sperimentale che verranno pubblicati in due raccolte negli anni 1921 e 1922. Esse comprendevano alcune poesie che si rifacevano alla corrente imagista, spesso composte di un solo verso, ed altre di stampo formalista.

### Insegnamento
Negli anni 1923-24 Winters insegnò nella scuola media e superiore di un accampamento per l'estrazione del carbone nelle città minerarie di Madrid e Cerillo nel Nuovo Messico. 
Nel 1925 Wintwrs diventò titolare della cattedra di lingue neolatine all'Università del Colorado e nel 1926 sposò la poetessa e novellista Janet Lewis. Successivamente passò ad insegnare all'Università dell'Idaho dove rimase per due anni prima di entrare, nel 1927, all'Università di Stanford per perfezionare i propri studi portando a termine un dottorato.

### Critico letterario
Gli studi di Winters non procedettero però speditamente a causa della sua passione per la recensione critica di poeti contemporanei aderenti a filoni sperimentali, che all'epoca veniva vista come una pratica irresponsabile e sovversiva. Basti pensare al suo contemporaneo inglese F.R. Leavis il cui percorso professionale all'Università di Cambridge fu danneggiato per il fatto di aver criticato positivamente la poesia di Eliot, Pound e Hopkins. Il dipartimento di lingua inglese a Stanford arrivò addirittura, in un celebre confronto, ad accusare Winters di aver scritto opere che erano state una disgrazia per il dipartimento.
Questi discrediti ebbero però un effetto contrario a quello voluto e procurarono una grande pubblicità ai testi in oggetto, ovvero Primitivism and Decadence (1937), Maule's Curse (1938) e The Anatomy of Nonsense (1943), che diventeranno negli anni dei classici della letteratura americana.
Winters si specializzò nelle recensioni critiche. Tratti distintivi della sua tecnica sono l'esasperazione degli aspetti etici e morali che egli carpiva dagli schemi poetici utilizzati. Arrivò a definire un principio secondo il quale una forma poetica bilanciata era il prodotto di una stabilità etica. Winters si schierò apertamente contro ciò che egli stesso definì come una pesante zavorra per la letteratura americana, ovvero il romanticismo auto-indulgente. Nel 1947 pubblicò la Defense of Reason in cui raccoglie i suoi più importanti testi critici.

### Ultimi anni
Negli ultimi anni scemò la sua passione per la scrittura poetica e si impegnò sempre più nell'insegnamento a giovani poeti emergenti. Negli anni cinquanta a Stanford fu avviato uno dei pochi programmi che incoraggiavano apertamente la pratica poetica di giovani scrittori senza il sostenimento di un corso scolastico (programmi simili erano presenti in Iowa, Washington e Utah). Emersero da questo programma alcuni poeti, alcuni seguiti da Winters sul quale fecero un'impressione positiva. Tra questi vengono ricordati per aver ottenuto l'ammirazione di Winters: Thom Gunn, Philip Levine e Robert Pinsky. Winters fu inoltre maestro di molti altri poeti:  Donald Hall, N. Scott Momaday, John Matthias, Robert Hass e del critico Gerald Graff. Fu tra gli altri il mentore di Donald Justice e J.V. Cunningham. Yvor Winters morì il 26 gennaio 1968 a causa di un tumore alla gola.

## Poetica
Le prime poesie di Yvon Winters, che apparirono in piccole rivinte avanguardiste, furono scritte con uno stile che si rifaceva ai canoni modernisti. Esse risentivano dell'influenza sia delle poesie dei nativi d'America sia dell'imagismo. Il suo saggio The Testament of a Stone conferma le sue linee guida in quegli anni. Negli anni trenta il suo modo di scrivere poesie passa dal modernismo a uno stile augusteo, notevole per la sua chiarezza e la formalità delle rime e del ritmo.

## Stile critico
Il suo stile critico, dogmatico e moralizzante, fu molto simile a quello espresso dal suo contemporaneo F.R. Leavis e come quest'ultimo creo una scuola con discepoli che si riveleranno più o meno fedeli alla sua linea critica.
Winters si schierò apertamente contro il romanticismo, in particolar modo nell'ambito culturale americano. In ciò fu probabilmente influenzato dal mentore Irving Babbitt. 
Winters viene ricollegato al filone del Nuovo Criticismo.

## Premi
Nel 1960 Yvon Winters fu insignito del premio Bollingen per la poesia per la sua opera Collected Poems.

## Editore
Winters fu editore insieme alla moglie Janet Lewis di Gyroscope, una rivista letteraria, tra il 1929 e il 1931. Fu anche editore di Hound & Horn tra dal 1932 al 1934 oltre che di qualche raccolta di poesie. 

## Opere
- Diadems and Fagots (1921) poesie
- The Immobile Wind (1921) poesie
- The Magpie's Shadow (1922) poesie
- The Bare Hills (1927) poesie
- The Proof (1930) poesie
- The Journey and Other Poems (1931) poesie
- Before Disaster (1934) poesie
- Primitivism and Decadence: A Study of American Experimental Poetry (1937) critica
- Maule's Curse: Seven Studies in the History of American Obscurantism (1938) critica
- Poems (1940) poesie
- The Giant Weapon (1943)
- The Anatomy of Nonsense (1943)
- Edwin Arlington Robinson (1946)
- In Defense of Reason (1947) raccoglie Primitivism, Maule e Anatomy
- To the Holy Spirit (1947) poesie
- Three Poems (1950) poesie
- Collected Poems (1952) poesie
- The Function of Criticism: Problems and Exercises (1957) critica
- On Modern Poets: Stevens, Eliot, Ransom, Crane, Hopkins, Frost (1959) critica
- The Early Poems of Yvor Winters, 1920-1928 (1966) poesie
- Forms of Discovery: Critical and Historical Essays on the Forms of the Short Poem in English (1967)
- Uncollected Essays and Reviews (1976)
- The Collected Poems of Yvor Winters, introdotto da Donald Davie (1978) poesie
- Uncollected Poems 1919-1928 (1997) poesie
- Uncollected Poems 1929-1957 (1997) poesie
- Yvor Winters: Selected Poems, edito da Thom Gunn (2003) antologia

## Curatele
- Twelve Poets of the Pacific (1937)
- Selected Poems, by Elizabeth Daryush (1948)
- Poets of the Pacific, Second Series (1949)
- Quest for Reality: An Anthology of Short Poems in English (1969)

## Fonti
- The Complex of Yvor Winters' Criticism (1973)  Richard J. Sexton
- Hart Crane and Yvor Winters (1978) Thomas Francis Parkinson
- An Introduction to the Poetry of Yvor Winters (1981) Elizabeth Isaacs
- Language as Being in the Poetry of Yvor Winters (1980) Grosvenor Powell
- Wisdom and Wilderness: The Achievement of Yvor Winters (1983) Dick Davis
- In Defense of Winters (1986) Terry Comito